# Antergos
Antergos fue una Distribución Linux descontinuada basada en Arch Linux, usó el modelo de desarrollo denominado rolling release o de Liberación continua. Ofreció a GNOME como entorno de escritorio por defecto, pero también estuvo disponible Cinnamon, MATE, KDE Plasma 5, Deepin, y Xfce.
Fue lanzada por primera vez en julio de 2012 como Cinnarch. y en junio de 2013 se clasificó entre las 40 distribuciones más populares vistas en DistroWatch.
En gallego la palabra Antegos significa: ancestros, fue elegida "para unir el pasado con el presente".
El desarrollo de Antergos finalizó el 21 de mayo de 2019, debido a la falta de tiempo por parte de los desarrolladores.
Fue reemplazada por EndeavourOS el 15 de julio de 2019.

## Historia y desarrollo
Inicialmente, el proyecto comenzó como Cinnarch. y el entorno de escritorio usado por la distribución fue Cinnamon, un fork de GNOME Shell desarrollado por el equipo de Linux Mint. 
En abril de 2013, el equipo adoptó GNOME para versiones futuras, comenzando con la versión 3.6 de GNOME, debido a la dificultad de mantener Cinnamon (lo que no convirtió en una prioridad mantener la compatibilidad con las bibliotecas GTK más recientes) en el repositorios de una versión continua como Arch Linux.
En consecuencia, la distribución pasó a llamarse Antergos y se lanzó con el nuevo nombre en mayo de 2013.
Otros cambios en la configuración predeterminada del sistema incluyeron: Nautilus reemplazando el administrador de archivos Nemo, GDM reemplazando a MDM] (Mint Display Manager) como administrador de escritorio y Empathy reemplazando Pidgin como el cliente de mensajería.
A partir de la versión 2014.05.26, Antergos se asoció con el proyecto Numix para traer íconos de Numix-Square y un tema exclusivo Numix-Frost al sistema operativo.
El 7 de marzo de 2015, se puso a disposición Antergos Minimal ISO, que proporciona solo los componentes necesarios para que funcione el instalador.
El 21 de mayo de 2019, los desarrolladores anunciaron el final del desarrollo del proyecto, citando la falta de tiempo para trabajar en él. Explicaron: "Hoy anunciamos el final de este proyecto. Como muchos de ustedes probablemente notaron en los últimos meses, ya no tenemos suficiente tiempo libre para mantener adecuadamente Antergos. Tomamos esta decisión porque creemos que continuar descuidar el proyecto sería un gran perjuicio para la comunidad. Tomar esta acción ahora, mientras el código del proyecto aún funciona, brinda una oportunidad para que los desarrolladores interesados tomen lo que encuentren útil y comiencen sus propios proyectos".

## Instalación
Antergos incluye el instalador gráfico Cnchi, que arranca en un entorno de escritorio GNOME, pero durante la instalación le da al usuario la opción de elegir entre GNOME 3, Cinnamon, MATE, KDE Plasma 5, Xfce, deepin y Openbox entornos de escritorio. Se requiere una conexión de red para comenzar la instalación y actualizar automáticamente el instalador Cnchi antes de la instalación.

## Sistema de gestión de paquetes
Los lanzamientos de Antergos operaron en un liberación continua y utilizaron el repositorio oficial de Arch Linux y el AUR, junto con los propios repositorios de software de Antergos.
Era una distribución Basada en Arch Linux, que utilizaba Pacman, con un instalador gráfico.
Antergos por defecto no incluye una Suite ofimática. Sin embargo, desde la primera versión de Cinnarch, incluyó el "Instalador de LibreOffice para Arch Linux", que facilita la selección y descarga de los componentes necesarios de LibreOffice.

## Lanzamientos
- Cinnarch: El primer ISO con el nombre de Cinnarch se lanzó el 7 de mayo de 2012, acompañado de un mensaje en el foro de Arch Linux que notificaba a los usuarios sobre el lanzamiento.[22]
- Antergos: La primera versión con el nombre de Antergos se lanzó el 12 de mayo de 2013.[23]

## Galería

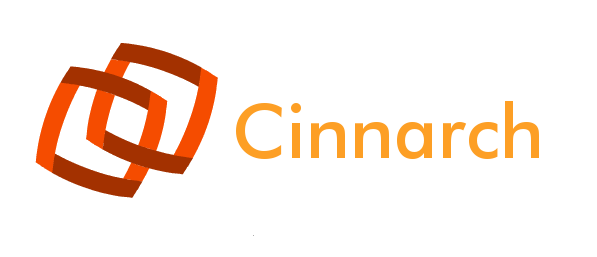
Logo de Cinnarch, antes de convertirse en Antergos
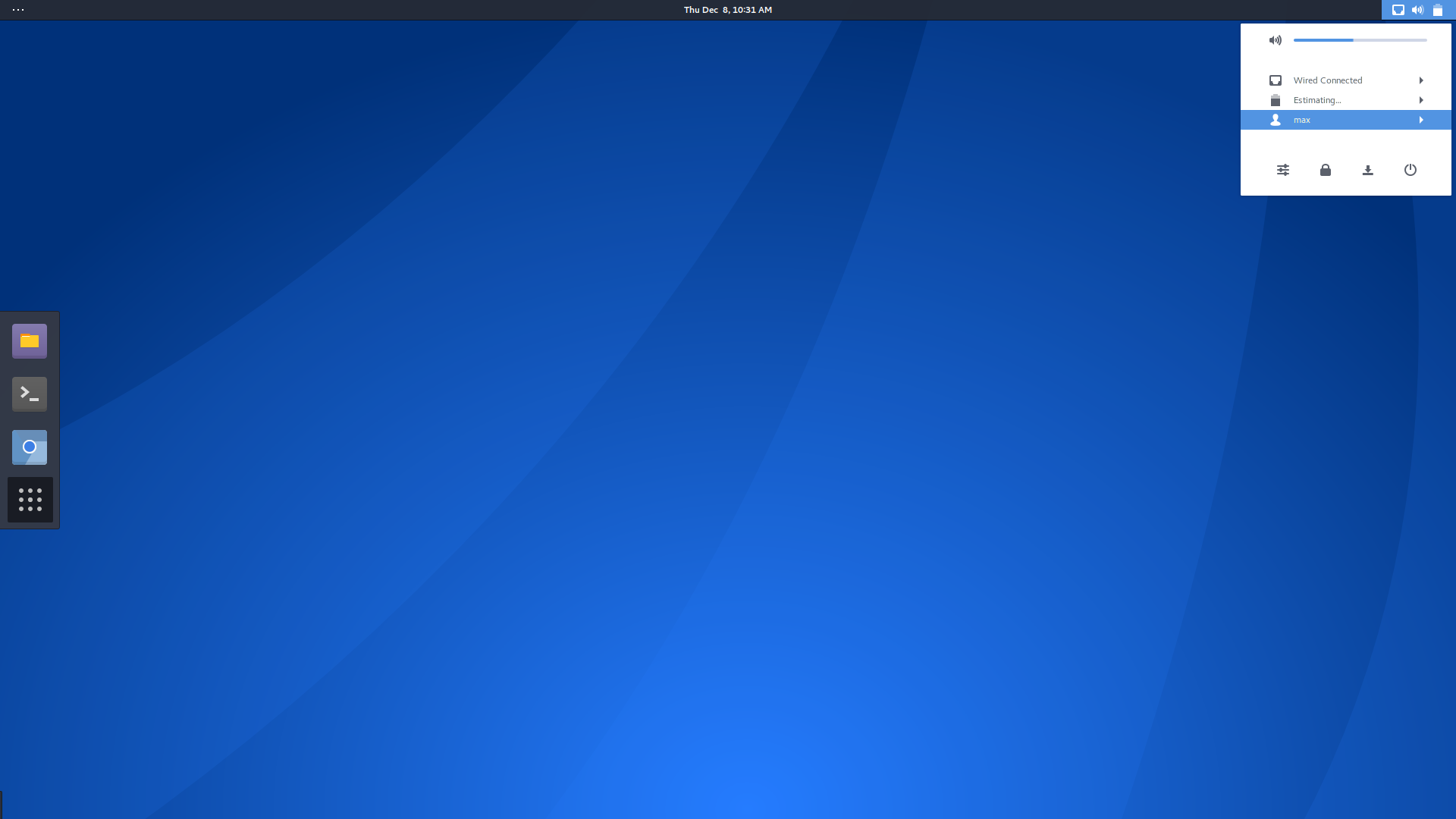
Antergos Linux 2016.09.25 GNOME